# Oliver Eklind
Oliver Eklind, född 31 maj 1998 i Kumla, Örebro län, är en svensk professionell ishockeyspelare (forward). Eklind har tidigare spelat för bland annat BIK Karlskoga.
Från och med säsongen 2020/2021 spelar Eklind för Örebro HK.